# Bangkok
Bangkok (úředně thajsky กรุงเทพมหานคร – Krung Thep Maha Nakhon, hovorově กรุงเทพ – Krung Thep) je hlavní město Thajska a nejlidnatější město v zemi. Thajci ho znají pod jménem Krung Thep Maha Nakhon nebo zjednodušeně Krung Thep. Město zaujímá 1568 km² v deltě řeky Čao-Praja ve středním Thajsku a žije zde více než 8 milionů obyvatel, což je 12,6 % všech obyvatel země. Přes 14 milionů lidí (22,2 %) žijících v okolí metropolitní oblasti Bangkoku dělá Bangkok světovým velkoměstem.
První zmínky o Bangkoku jsou z 15. století, kdy plnil úlohu malé obchodní stanice, během království Ajutthaja. Nezadržitelný růst však znamenal, že se stal místem dvou hlavních měst: Thonburi v roce 1768 a Rattanakosin v roce 1782. Bangkok byl srdcem Siamské modernizace na konci 19. století, kdy se dostal pod tlak ze západu. Město se stalo centrem politických bojů v průběhu 20. století, když byla zrušena absolutistická monarchie a došlo k mnoha převratům a vzpourám. Město rychle rostlo od roku 1960 do roku 1980 a dnes působí veliký vliv na politiku, hospodářství, vzdělávání, média a moderní společnost Thajska.
Asijský investiční boom v roce 1980 a 1990 vedl mnoho nadnárodních společností k založení regionálního zastoupení. Město je nyní hlavní regionální silou v oblasti financí a obchodu. V samotném městě je k vidění rušný pouliční život a mnoho kulturních památek. Notoricky známé red-light districts dodaly městu exotický půvab. Historický Grand Palace a buddhistické chrámy, včetně Wat Arun a Wat Pho, stojí v kontrastu s jinými turistickými atrakcemi, jako jsou například noční scény Khaosan a Patpong. Bangkok je mezi světovými nejnavštěvovanějšími turistickými destinacemi hned po Londýně a Paříži. Časopisem Travel + Leisure byl třikrát po sobě jmenován nejlepším městem na světě.
Díky svému rychlému růstu má Bangkok problém s dopravou a to i přes rozsáhlé rychlostní sítě. To spolu s navyšováním soukromých automobilů způsobuje ochromující dopravní zácpy. To zapříčinilo závažné znečištění ovzduší v roce 1990. Město se od té doby obrátilo k veřejné dopravě ve snaze vyřešit tento závažný problém. Čtyři linky rychlé přepravy jsou nyní v provozu a další jsou ve výstavbě.

## Název

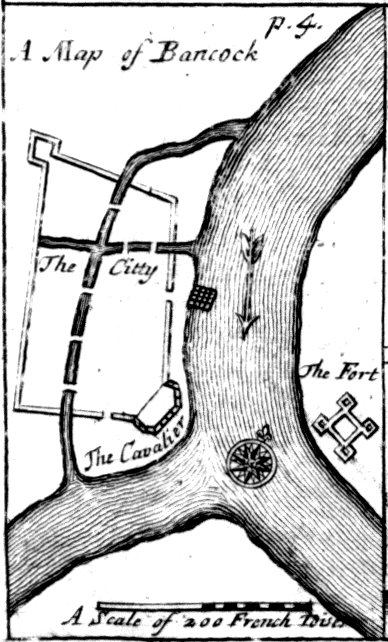
Mapa města ze 17. století

Úplný slavnostní název města v thajštině zní:
กรุงเทพมหานคร อมรรัตนโกสินทร์ มหินทรายุธยา มหาดิลกภพ นพรัตนราชธานีบูรีรมย์ อุดมราชนิเวศน์มหาสถาน อมรพิมานอวตารสถิต สักกะทัตติยวิษณุกรรมประสิทธิ์

V transkripci do latinky je to:
Krungthepmahanakhon Amonrattanakosin Mahintharayutthaya Mahadilokphop Noppharatratchathaniburirom Udomratchaniwetmahasathan Amonphimanawatansathit Sakkathattiyawitsanukamprasit

V přibližném překladu do češtiny to znamená:
Město andělů, velké město, věčné a nádherné sídlo boha Indry, vznešené město, kde je uloženo devět skvostných drahokamů, královské město s mnoha velkolepými paláci a stavbami, věčné město, kde sídlí bohové a má svůj domov bůh Krišna, město stvořené bohem Višnou

Vyslovuje se takto:
Tento slavnostní název města obsahuje téměř výhradně slova ze starých indických jazyků páli a sanskrt; jen první slovo กรุง (transkribováno Krung) je domácí thajské a znamená „hlavní město“.
Název je uveden v Guinnessově knize rekordů jako nejdelší místní jméno na světě – v tam zapsané podobě čítá 168 písmen. Mnoho Thajců, kteří si úplný název města pamatují, ho zná díky písničce Krung Thep Maha Nakhon od thajské rockové skupiny Asanee–Wasan z roku 1989, jejíž text se skládá výlučně z dokola opakovaného úplného názvu Bangkoku.
Úřední krátký název města zní กรุงเทพมหานคร (v transkripci Krung Thep Maha Nakhon, česky Město andělů, velké město), což bývá v neformálním užití dále kráceno jako กรุงเทพ (Krung Thep, česky Město andělů).
Celosvětově rozšířené exonymum Bangkok původně znamenalo „vesnice na ostrově“ nebo „vesnice oliv“ (podle názvu rostliny z rodu mastnoplodů). Vychází z hovorového názvu původní osady, která původně stála na místě dnešního města.

## Dějiny
Až do konce 18. století Bangkok představoval jen malý přístav a obchodní centrum. To se však změnilo s příchodem dynastie Čakrí, které vládne ještě dnes. Tu před více než 200 lety založil Rama I., který byl v roce 1782 korunován a nařídil vybudování nového hlavního města. Tím se stal Bangkok a nahradil město Thonburi, které leželo na levém břehu řeky Chao Phraya a dnes je z něho čtvrť v Bangkoku.
Bangkok a Thonburi byly oddělovány řekou. Král Taksin však zvolil za své hlavní město Thonburi, ale většinu hlavních staveb dal postavit na pravém břehu řeky, tedy v Bangkoku. Taksin, poučen tragédií po útoku barmských armád na Ayutthayu v roce 1767, chtěl, aby řeka protékala městem a dala se využít jako úniková cesta do pevnosti v Chantaburi na východním pobřeží poblíž dnešní Kambodži. Později se Chao Phaya Chakri stal Králem Siamu a barmská hrozba už nebyla tak významná, jelikož byl Siam znovu silný. Rama I. za žádnou cenu nechtěl opustit město a tak změnil taktiku. Místo únikových cest, budoval opevnění města. Proto se rozhodl zanedbávat západní stranu, kde se nacházelo Thonburi a veškeré stavby soustředil do Bangkoku. Prvně nechal vystavět svůj vlastní palác. Aby na něj vzniklo místo, musel vysídlit obyvatele čínské osady asi 3 km jižněji, kde Číňané stále žijí. Oblast se dnes jmenuje Sampheng Road a stala se z ní slavná čínská nákupní čtvrť. Velký palác a Chrám smaragdového Buddhy byly dokončeny v roce 1785. Nové hlavní město se teď rozkládalo na východní straně řeky a začalo používat nové jméno.

## Geografie

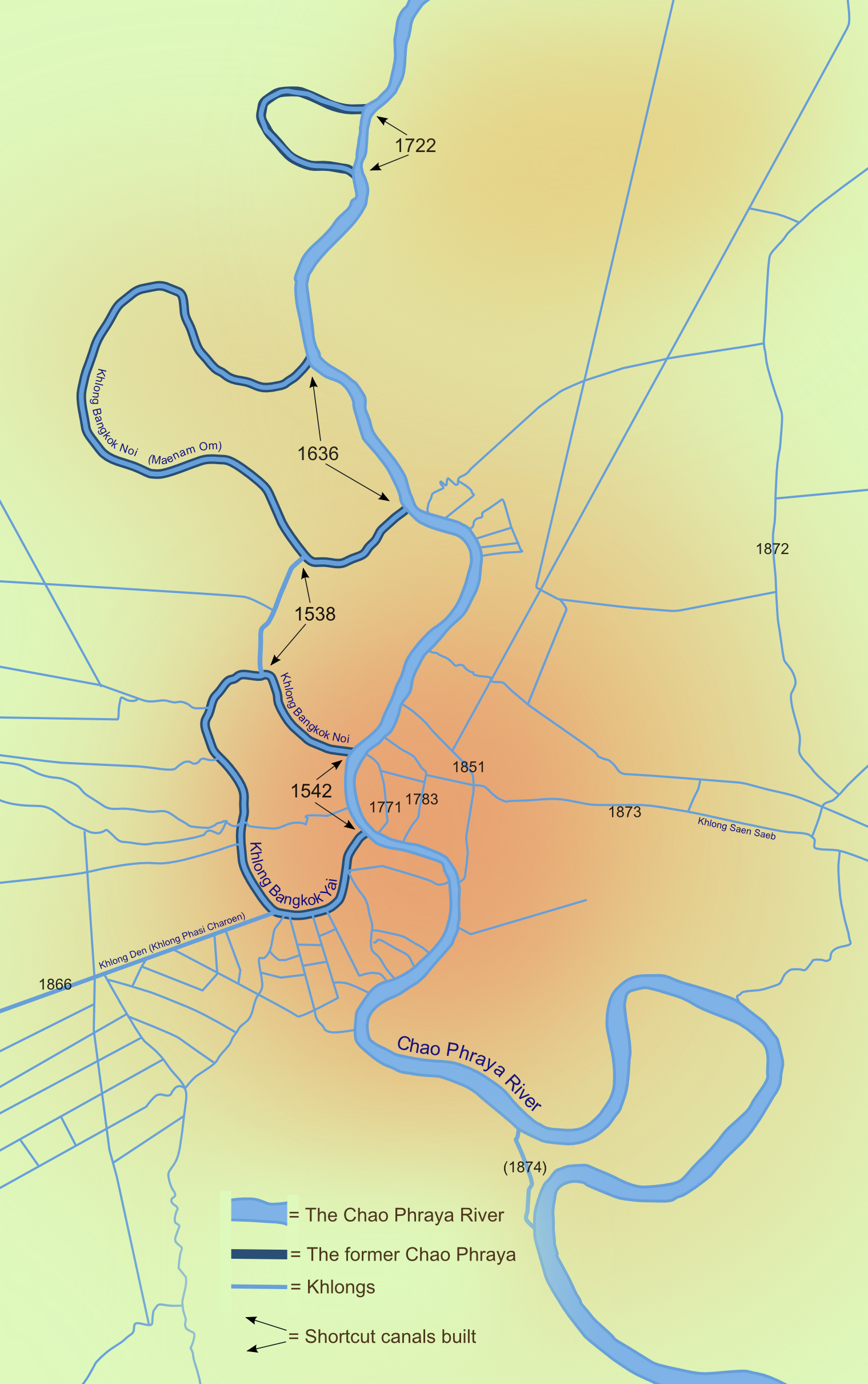
Mapa řeky a kanálů v Bangkoku

Samotný Bangkok má rozlohu 1568 km², z toho asi 700 km² tvoří zastavěné městské oblasti. Město hraničí s dalšími šesti provinciemi: Nonthaburi, Pathum Thani, Chachoengsao, Samut Prakan, Samut Sakhon a Nakhon Pathom. S výjimkou Chachoengsao, tato provincie, spolu s Bangkokem, tvoří větší metropolitní oblast.

### Topografie
Bangkok se nachází v deltě řeky Menam-Čao-Praja v centrálních pláních Thajska. Řeka se vine městem v jižním směru a vlévá se do Thajského zálivu přibližně 25 km jižně od centra města. Tato oblast je plochá a nízko položená, s průměrnou výškou 1,5 m nad hladinou moře. Dříve zde byly bažiny, ale postupně byly odčerpány a pro potřeby zemědělců se zde budovaly kanály od 16. až po 19. století.
Tato spletitá vodní síť sloužila jako primární způsob dopravy až do konce 19. století, kdy se začaly stavět moderní silnice. Do té doby většina obyvatel žila na vodě a nebo v její blízkosti. Díky tomu si město v průběhu 19. století vysloužilo název "Benátky východu". Mnoho z těchto kanálů je dnes již zrušeno, ale některé z nich stále křižují město a slouží jako odvodňovací kanály nebo dopravní cesty. Problém je však veliké znečištění.
Povrch, na kterém Bangkok leží, je tvořen z měkkého mořského jílu. Studie prokázaly, že se město propadá o 10 až 30 mm ročně a části města jsou již někde i metr pod hladinou moře. Existují obavy, že město může být ponořené do roku 2030. Hrozí zde stále větší povodně a vláda staví nové a nové povodňové bariéry. K extrémním záplavám zde došlo v letech 1995 a 2011.

### Podnebí
Stejně jako většina Thajska, má Bangkok tropické, vlhké a suché klima a je pod vlivem monzunového systému. Prakticky zde platí jen 2 roční období. Období dešťů začíná s příchodem jihozápadního monzunu kolem poloviny května. Září je nejdeštivější měsíc, s průměrnými srážkami 344 mm. Deštivá sezóna trvá až do října. Horké období je obecně suché, ale také se vidí příležitostné letní bouře. Nejvyšší zaznamenaná teplota v Bangkoku je 40,8 °C v květnu 1983 a nejnižší zaznamenaná teplota je 9,9 °C v lednu 1955.

### Parky

#### Královský park krále Ramy IX.
Tento více než 80 hektarů veliký park byl otevřen roku 1987 u příležitosti 60. narozenin krále Rámy IX. Nachází se zde největší botanická zahrada ve městě a 8metrový uměle vytvořený vodopád.

#### Zoo Dusit

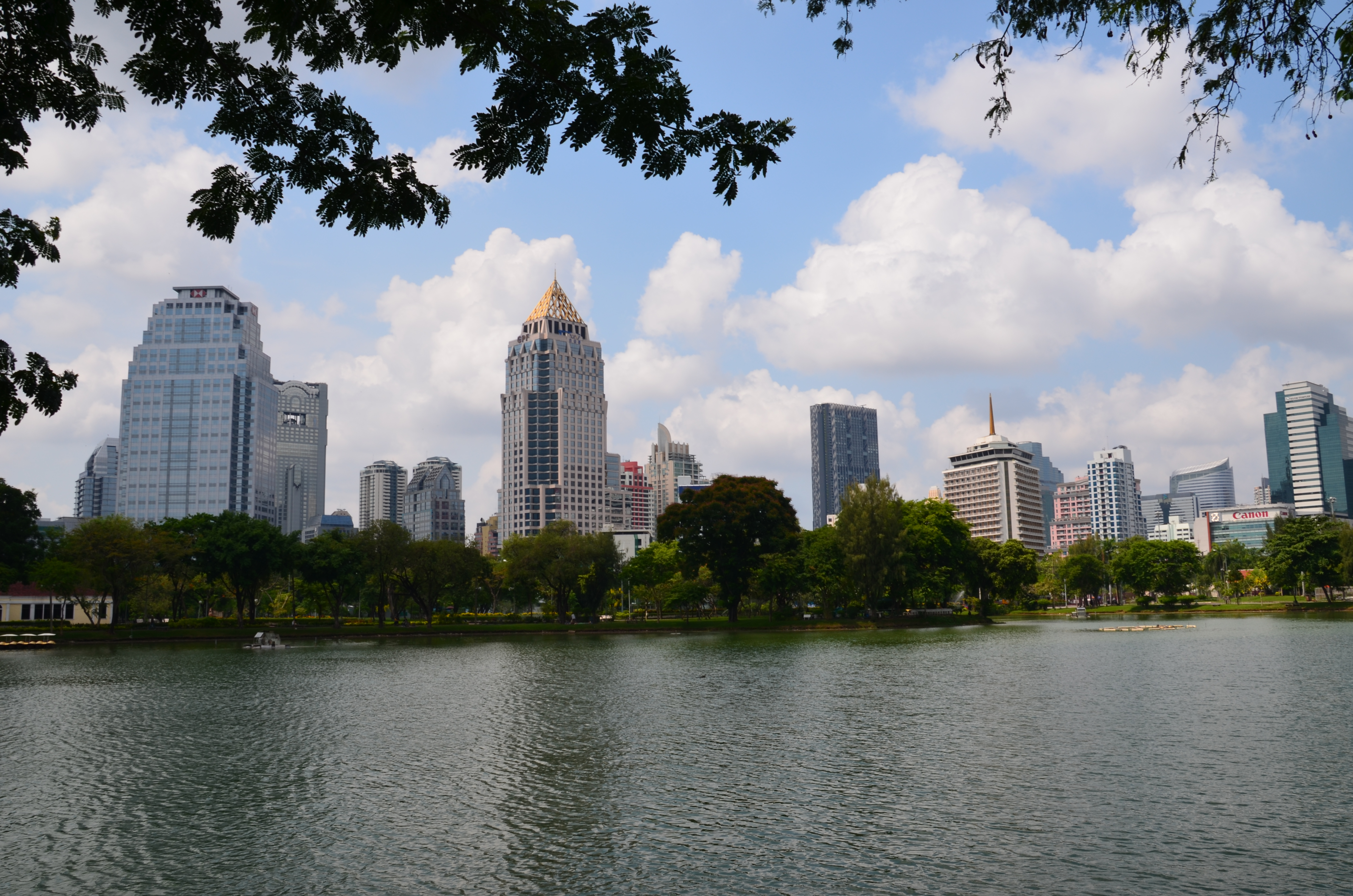
Lumphini park

Na tomto místě byla kdysi královská botanická zahrada, která byla součástí královského paláce Dusit. Zoologickou zahradou se stala až roku 1954. Oblast je velká necelých 20 hektarů a ani expozicemi nevyniká. I přesto je zastávkou mnoha lidí, kteří zde relaxují a hledají odpočinek.

#### Lumphini park
Tento park je dominantou v centru města. Nalezneme ho v blízkosti Si Lom - Sathon v obchodní čtvrti a má rozlohu 57,2 ha. Pro Thajce je park místem, kam se mohou schovat před rušným a uspěchaným životem ve městě. Ráno park může sloužit jako sportovní aréna, kde je možno využít 2,5 km dlouhou běžeckou trať nebo večer, jako romantické místo, kde si můžete pronajmout loďku a plout na umělém jezeře. Pokud park navštívíte, můžete se zastavit i v hadí farmě, která je součástí Chulalongkornovy nemocnice, kde se předvádí, jak se odebírá hadům jed a jak se má s nimi zacházet.

#### Dream World
Hřiště Bangkoku se nachází nedaleko letiště Don Muang a zabírá plochu 70 akrů. Najdete tu prakticky vše, co k zábavnímu parku patří. Horské dráhy, miniatury slavných budov, umělý sníh a mnoho dalšího. Připravte si však hodně peněz, protože řadě atrakcí prostě neodoláte. Vstupné se vrací za případného deště delšího než 2 hodiny.

## Vláda a politika
Od 24. června 1932, kdy skupina v západní Evropě vzdělaných důstojníků a členů vlády uskutečnila mohutný útok proti absolutní monarchii, je Thajsko konstituční monarchií a v jejím čele stojí král Bhumiphol Adulyadej jako hlava státu. Změna od absolutní ke konstituční monarchii byla pravděpodobně nejdalekosáhlejší posun v thajské historii, ale nebyla to první změna ve struktuře monarchie a jistě to nebyl také nejnásilnější a nejkrvavější přechod. Thajská monarchie má původ a také se vyvinula z principů domorodého vedení. Způsob vlády domorodých vůdců nebyl ovšem tak neomezený jako u králů v rozvinutějších společnostech. Thajská monarchie odstartovala v Sukhothaii s množstvím králů kteří byli velmi blízko k lidem. Pojetí absolutní monarchie bylo adoptováno z Khmerské říše na začátku Ayutthayské éry. Od Sukhothaiské éry až dosud vládlo zemi osm dynastií a přechody od jedné k druhé byly obvykle velice krvavé.

## Obyvatelstvo
| Rok  | Populace  |
| ---- | --------- |
| 1919 | 437,294   |
| 1929 | 713,384   |
| 1937 | 890,453   |
| 1947 | 1,178,881 |
| 1960 | 2,136,435 |
| 1970 | 3,077,361 |
| 1980 | 4,697,071 |
| 1990 | 5,882,411 |
| 2000 | 6,355,144 |
| 2010 | 8,280,925 |

V Bangkoku žije 8 280 925 obyvatel, podle sčítání lidu v roce 2010. Nicméně množství lidí, kteří dojíždějí do města ze sousedních provincií, zvýší počet obyvatel na 14 565 547. Bangkok je kosmopolitní město, sčítání lidu prokázalo, že zde žije 81 570 Japonců a 55 893 čínských státních příslušníků, stejně jako 117 071 cizích státních příslušníků z jiných asijských zemí, 48 341 z Evropy, 23 418 z Ameriky, 5 289 z Austrálie a 3 022 z Afriky. Z přistěhovalců ze sousedních zemí je zde 303 595 z Barmy, 63 438 z Kambodži a 18 126 obyvatel z Laosu.

## Ekonomika
Bangkok je ekonomické centrum Thajska. V roce 2010 mělo město ekonomický výkon ve výši 1,3 bilionu bahtů (824 mld. Kč). To činí 29,1 % z celého HDP Thajska. HDP na jednoho obyvatele tedy bylo 160 556 bahtů (101 868 Kč), což je téměř trojnásobek celostátního průměru. Ve městě se vyrábí převážně automobilové součástky, zbraně a bytové doplňky. Hlavní příjmy však tvoří cestovní ruch s rostoucím počtem návštěvníků. Přibližně třetina všech bank se nachází v Bangkoku.

### Doprava
Ačkoliv bangkocké kanály dříve sloužily jako hlavní způsob dopravy, dnes jsou už dávno překonány v důležitosti provozu. Charoen Krung Road, první silnice západního typu, byla dokončena roku 1864. Od té doby se silniční síť velice rozšířila. Ovšem silnice nestačily na rychlý růst města a od roku 1990 sužují město dopravní zácpy. Ačkoliv železniční doprava byla zavedena v roce 1893 a elektrické tramvaje sloužily městu v letech 1894–1968, začal první systém rychlé přepravy fungovat až v roce 1999. Starší systémy veřejné dopravy zahrnují rozsáhlou autobusovou síť a lodní služby, které stále fungují na řece Menam-Čao-Praja. Taxi se objeví ve formě automobilů, motocyklů, a tuk-tuků. Bangkok je spojen se zbytkem země prostřednictvím národních dálnici a železniční sítě, či vnitrostátními lety. Staletá námořní doprava je stále v přístavu Khlong Toei.

#### Infrastruktura

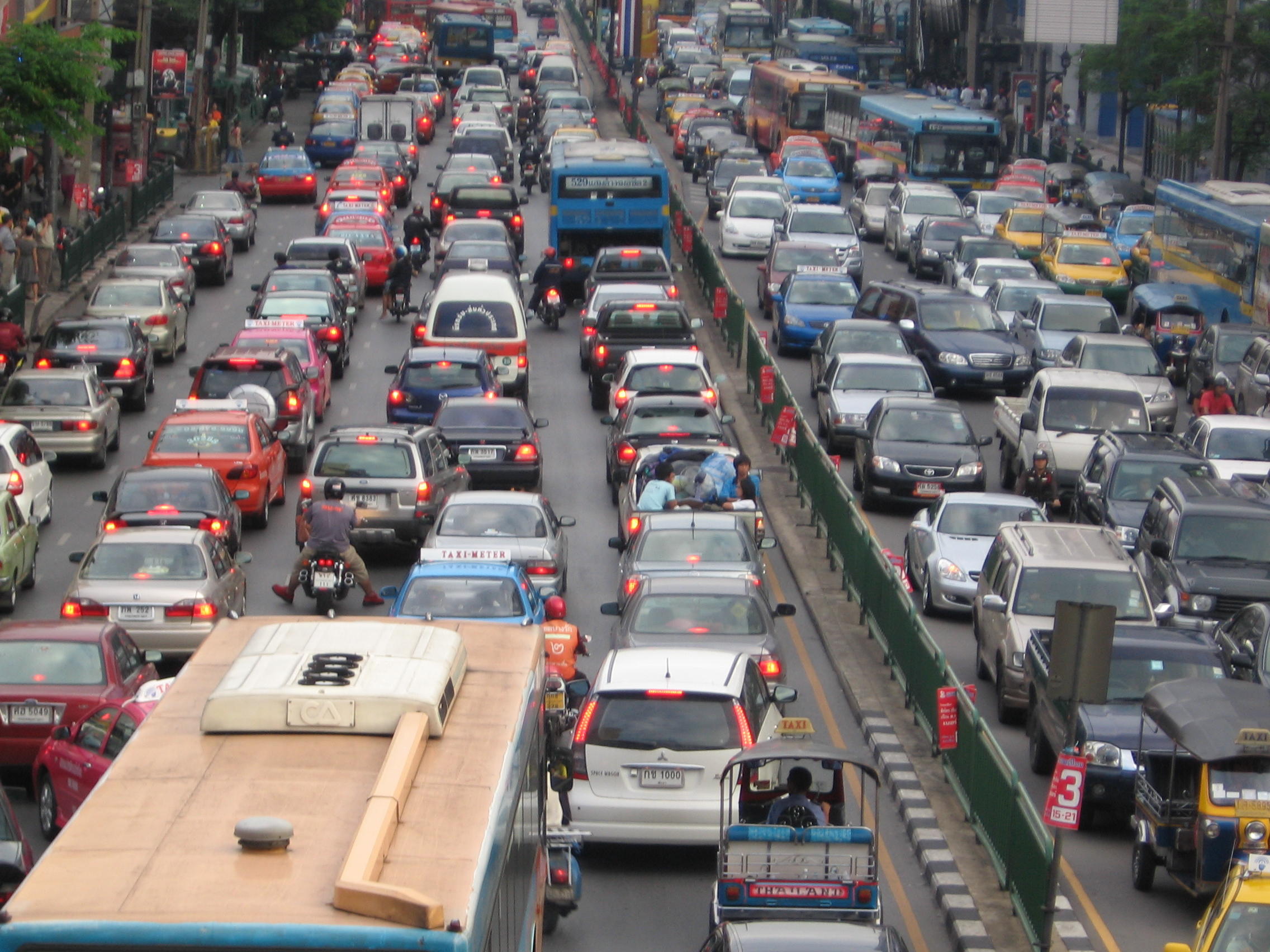
Dopravní zácpy jsou v Bangkoku na denním pořádku

Čtyřicet osm hlavních silnic spojuje různé oblasti města. Oba břehy spojuje jedenáct mostů přes řeku Čao-Praja. Rychlý růst města po roce 1980 vyústil ke zvýšení vlastnictví osobních vozidel a dopravní poptávky. To způsobuje ochromující dopravní zácpy, evidentní roku 1990. Situace je tak vážná, že se důstojníci dopravní policie cvičili v základech porodnictví. Přestože vystavěli 230 km cyklostezek podél silnic, kolo je stále dost nepraktické, hlavně v centru města, protože ji většinou sdílí s chodci.

#### Autobusová doprava
Bangkok má rozsáhlou autobusovou síť poskytující místní tranzitní služby v oblasti Velkého Bangkoku. Bangkok Mass Transit Authority (BMTA) provozuje monopol na autobusovou dopravu. Dohromady má BMTA 3 506 autobusů a spolu s ostatními soukromými autobusy je v Bangkoku celkem 16 321 autobusů. Působí na 470 linkách v celém regionu. Přestože stále spousty lidí denně dojíždějí, počet cestujících klesá. V roce 2010 bylo hlášeno v průměru 1 milion přepravených lidí denně, ale to je jen čtvrtina z počtu přepravených lidí v roce 1992.

#### Taxi

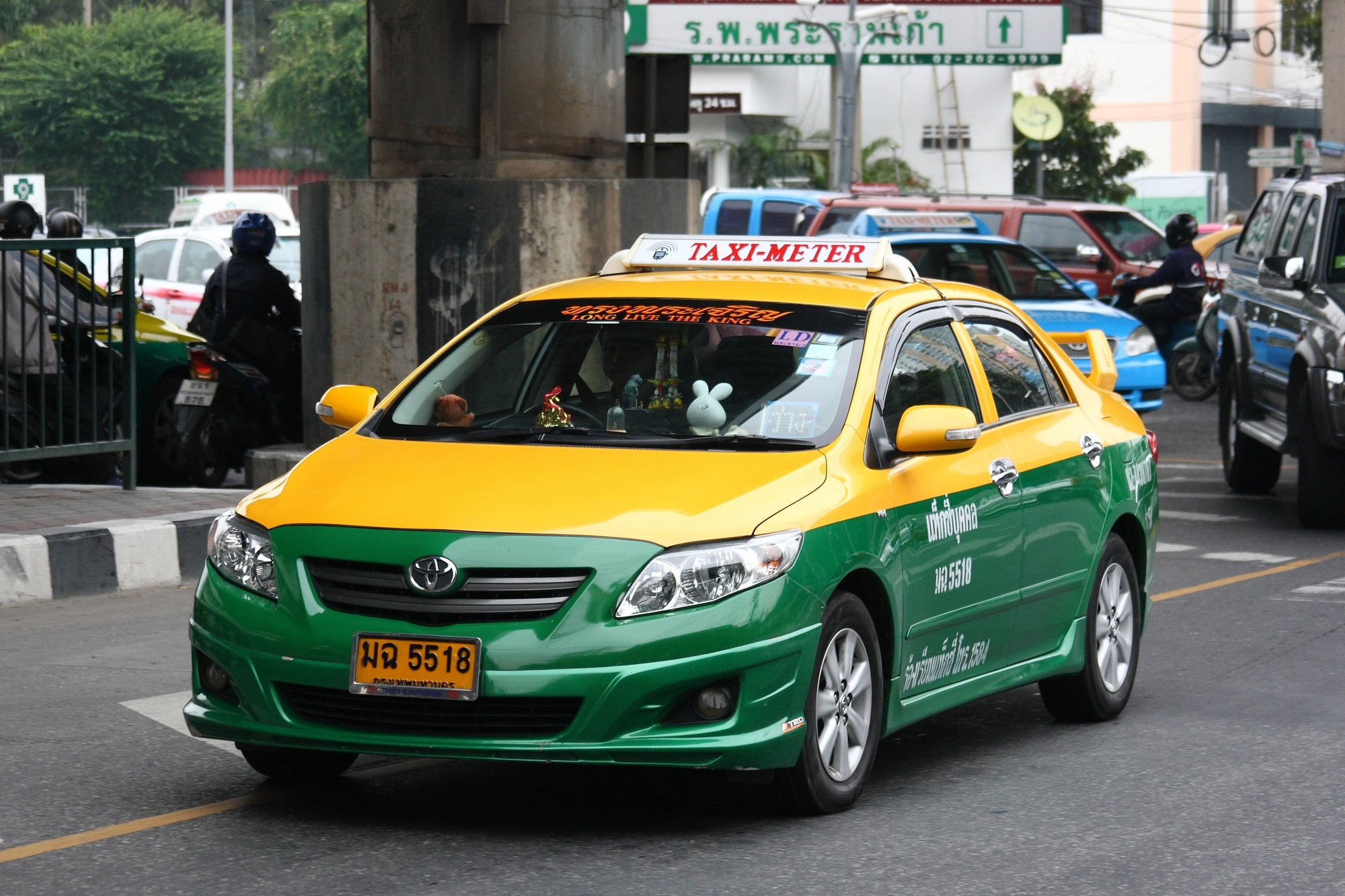
Taxi jsou v Bangkoku snadno rozpoznatelná

Taxíky jsou všudypřítomné a je to populární způsob přepravy. Od srpna 2012 je 106 050 vozů, 58 276 motocyklů a 8 996 tuk-tuků registrovaných pro použití jako taxi. Motocykly jsou převážně používány na kratší trasy a tuk-tuky jako atrakce pro turisty.

#### Letecká doprava
Bangkok je jedním z nejrušnějších uzlů asijských letecké dopravy. Dvě komerční letiště slouží městu, starší letiště Bangkok-Don Muang a nové mezinárodního letiště, obyčejně známé jako Suvarnabhumi. Letiště Suvarnabhumi, které nahradilo Don Mueang jako hlavní letiště v Bangkoku, bylo otevřeno pro mezinárodní komerční lety 28. září roku 2006. V roce 2011 odbavilo 47 910 744 cestujících. To jej dělalo 16. nejzaměstnanějším letištěm na světě.[zdroj?] Nicméně, toto množství provozu bylo již nad jeho projektovanou kapacitou 45 milionů cestujících. Proto dochází momentálně (2025) k postupnému rozšiřování kapacity terminálů a vybudování nové vzletové a přistávací dráhy. Ta byla uvedena do provozu 1. listopadu 2024. Výhledová kapacita má být podle thajského premiéra až 150 milionů přepravených cestujících za rok (v roce 2024 to bylo přes 62 mil.).
Don Mueang byl znovu otevřen pro vnitrostátní lety v roce 2007. Kvůli přetíženosti letiště Suvarnabhumi došlo po roce 2011 k přesunu části letů na Don Mueang a také k obnovení mezinárodních letů. Díky významnému nárůstu počtu odbavených cestujících dochází k postupnému rozšiřování kapacity letiště na 40 milionu cestujících ročně. Rozšíření má být dokončeno v roce 2029. V roce 2024 letiště přepravilo 30 mil. cestujících.

#### BTS Skytrain
BTS Skytrain je nejjednodušší a také nejrychlejší dopravní prostředek. Nadzemní rychlodráha byla uvedena do provozu roku 1999. V provozu jsou 2 linky a přestoupit se dá ve stanici Siam. Provozní doba je denně od 6:00 do 24:00. Jednotlivou jízdenku si můžete koupit v některém z automatů. Tato jízdenka je platná pouze pro jednu cestu s jízdným, které si zvolíte. Cena jednotlivé jízdy se pohybuje od 15 do 40 THB.

### Turismus
Bangkok je s 12 miliony návštěvníky 3. nejnavštěvovanějším městem na světě. Domácí cestovní ruch je také prominentní. Odbor cestovního ruchu zaznamenal 26 861 095 thajských a 11 361 808 zahraničních návštěvníků Bangkoku v roce 2010. Bangkok je plný památek, zajímavostí a městský život se líbí různým skupinám turistů. Královské paláce a chrámy, stejně jako několik muzeí představují své významné historické a kulturní turistické atrakce. Nákupní a jídelní zážitky nabízejí širokou škálu možností a cen. Město je také známé pro svůj divoký noční život.

## Sport
Sport je pro Thajce neodmyslitelnou součástí každodenního života. Provozuje se zde celá řada sportů. Ten nejznámější je zajisté thajský box. Zápasy se odehrávají hlavně na stadionech Rajadamnern a Lumpini a jsou pravidelně vysílány v televizi. Dalším sportem je golf. V Thajsku je několik profesionálních hřišť a dále vznikají nová a nová hřiště. Dalším tradičním sportem je pouštění draků, ten má svá pevná pravidla a na obloze je možno spatřit neuvěřitelné barvy a tvary jednotlivých draků. V poslední době[kdy?] se stal v Thajsku velmi populárním sportem také fotbal. Velkou sledovanost zde má anglická fotbalová liga Premier League.

## Školství a zdravotnictví

### Školství

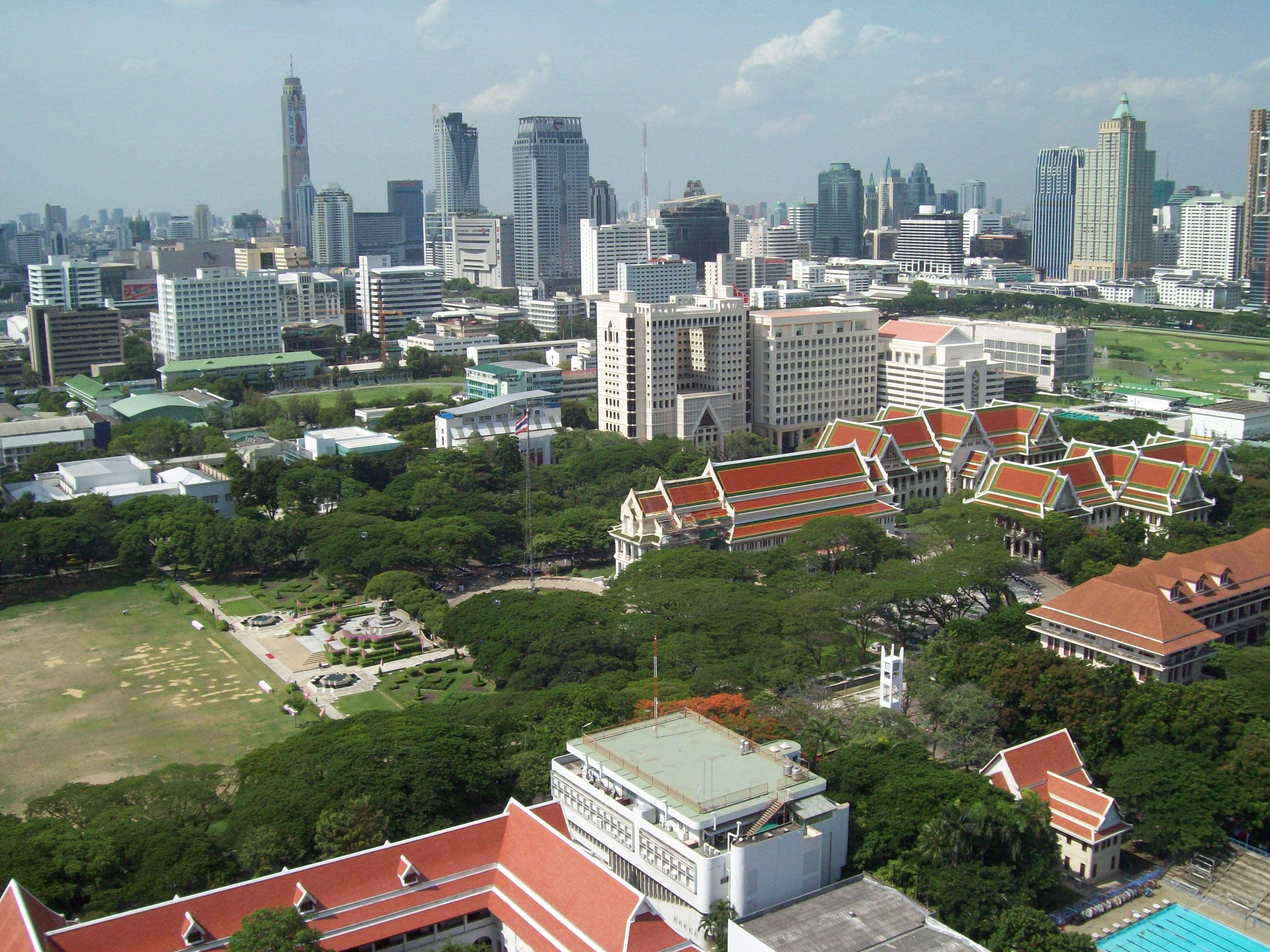
Čulská univerzita

Bangkok byl od začátku centrem moderního vzdělávání v Thajsku. První školy v zemi byly založeny zde na konci 19. století. Město má 5 nejstarších univerzit: Chulalongkorn, Thammasat, Kasetsart, Mahidol a Silpakorn. Byly založeny v letech 1917 až 1943. Město od té doby pokračovalo ve své dominanci a to zejména v oblasti vysokoškolského vzdělávání, většina univerzit, veřejných i soukromých škol, se nachází v Bangkoku nebo v metropolitní oblasti. Chulalongkorn a Mahidol jsou pouze thajské univerzity a objevily se v top 500 Times Higher Education a QS World University Rankings. Poptávka po vysokoškolském vzdělávání vedla k založení mnoha dalších univerzit a vysokých škol, veřejných i soukromých.

### Zdravotnictví
Hodně zdravotnických prostředků v Thajsku je neúměrně soustředěno v hlavním městě. Město má 42 veřejných nemocnic, 5 univerzitních nemocnic, 98 soukromých nemocnic a 4 063 registrovaných klinik. Do nemocnic v Bangkoku jezdí mnoho cizinců kvůli levnějším službám. Odhaduje se, že v roce 2011 navštívilo Bangkok 200 000 zdravotních turistů.

## Bezpečnost a kriminalita
Bangkok má relativně mírnou kriminalitu, ve srovnání s městskými protějšky po celém světě. Dopravní nehody jsou hlavní nebezpečí, zatímco přírodní katastrofy jsou vzácné. Ačkoliv hrozba nebezpečí je v Bangkoku poměrně nízká, lidé si musí dávat pozor na kapsáře a podvody s kreditními kartami. Do konce roku 1980 byla v Bangkoku kriminalita zhruba čtyřikrát větší než ve zbytku země. V roce 1990 vzrostly krádeže motorových vozidel a organizované trestné činnosti a to zejména od zahraničních gangů. Obchod s drogami, zejména s metamfetaminovými pilulkami, je také chronický.
Nejčastější případ v roce 2010 hlášený policii bylo vloupání a to ve 12 347 případech. Dále krádeže motocyklů s 5 504 případy, 3 694 případů napadení a 2 836 případů zpronevěry. Závažné trestné činy: 183 vražd, 81 loupeží gangu, 265 loupeží, 1 únos a 9 případů žhářství. Trestné činy proti státu byly mnohem častější, včetně 54 068 případů souvisejících s drogami, 17 239 případů zahrnujících prostituci a 8 634 týkající se hazardních her.
Statistika dopravních nehod v roce 2010: 37 985 nehod, 16 602 zraněných a 456 úmrtí. Celkové škody byly 426 420 000 bathů. Nicméně, míra smrtelných úrazů je mnohem nižší, než ve zbytku Thajska.

### Bang Kwang
Západ ho zná jako Hotel Bangkok. Patří mezi nejhorší vězení na světě a všichni zdejší vězni jsou odsouzeni na alespoň 25 let. V posledních letech se počet vězňů téměř ztrojnásobil, protože vláda tvrdě zakročila proti obchodníkům s drogami. Ve vězení si nyní odpykává trest 8 000 trestanců, což je dvakrát více, než je jeho původní kapacita. Vězni tráví v celách 15 hodin denně a světlo na celách svítí 24 hodin denně. První 3 měsíce musí trestanci nosit železné okovy na nohou. Každý desátý odsouzený se pokusí spáchat sebevraždu. Podává se zde jedno jídlo denně a to většinou rýže v masové omáčce. Aby vězeň přežil, potřebuje dostávat peníze od rodiny nebo známých a to minimálně 3 000 Kč měsíčně. Když za vězněm přijde vaše rodina, je zaveden do velké návštěvní místnosti, kde se navzájem překřikuje minimálně dalších třicet lidí, kteří přišli za dalšími vězni. Ve vězení se šíří mnoho chorob jako je žloutenka, HIV nebo tuberkulóza. Když někdo onemocní, musí si výdaje s léčením platit sám, takže mnoho chudých vězňů umírá i na méně závažné nemoci. Vězení nalezneme v provincii Nonthaburi u břehu řeky Chao Phraya asi 11 km severně od centra Bangkoku.

## Památky a zajímavá místa

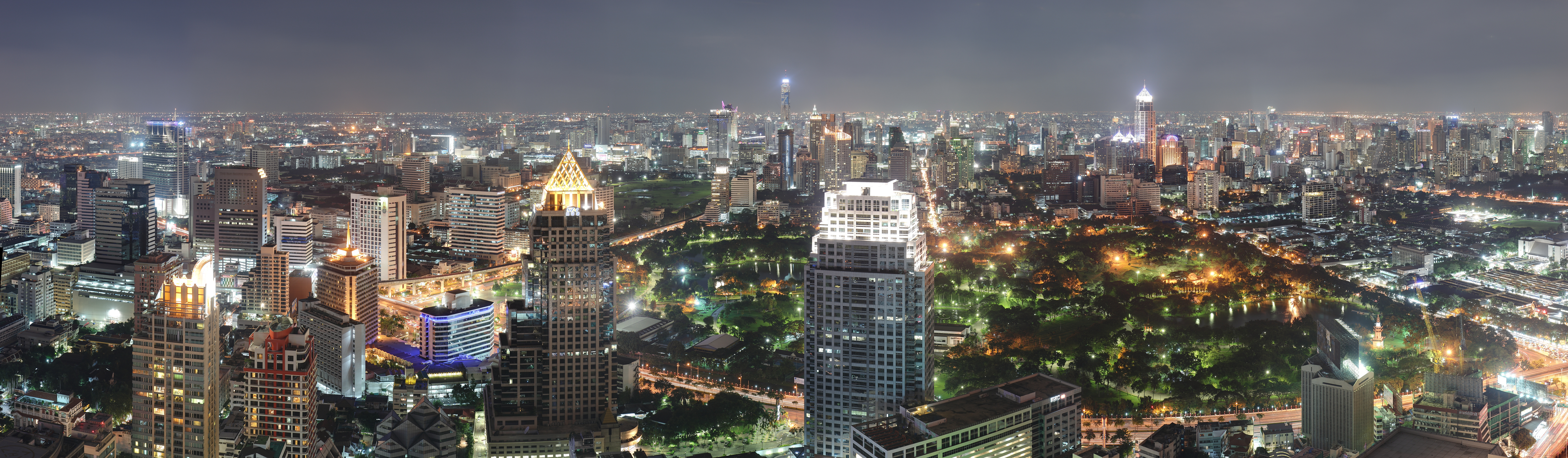
Mrakodrapy Ratchadamri a Sukhumvit v noci

### Chrámy a svatyně

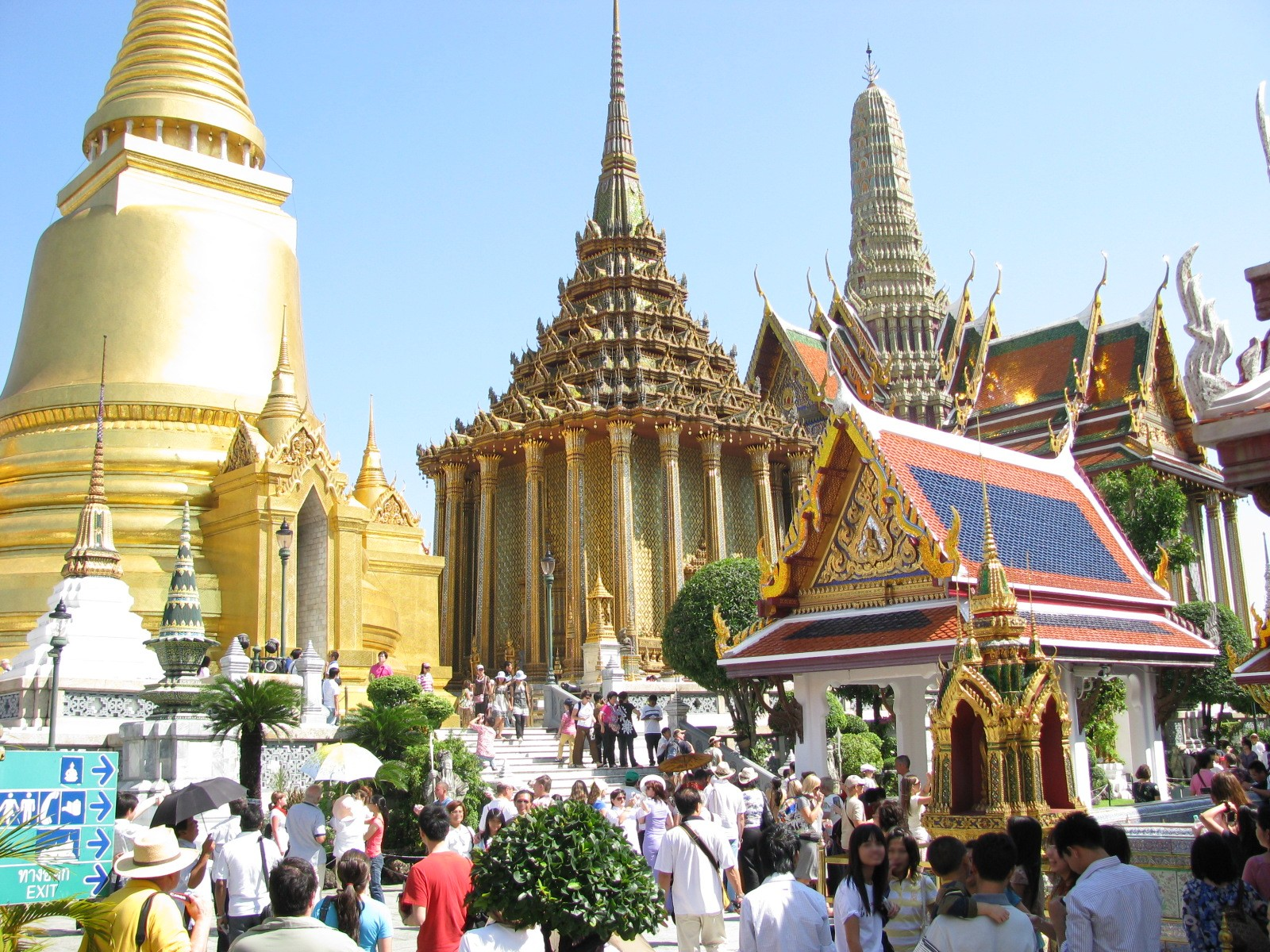
Wat Phra Kaew

V Bangkoku se nachází velké množství chrámů. Chrámy, jejichž názvy začínají na "Rat-, Racha (čti: rača-), Maha-", byly založeny členy královské rodiny, nebo opatrují nesmírně uctívané předměty (před jménem mají často slovo Phra). Takových významných chrámů je v Thajsku kolem 180.

#### Velký palác
Velký palác, také často nazývaný jako Královský palác, je palácový komplex nacházející se v ulici Thanon Na Phra Lan. Stavba paláce začala za vlády Ramy I. roku 1782. Až do roku 1946 zde měla sídlo královská rodina. Celý komplex je obehnán vysokou bílou zdí a je rozdělen do několika částí. Největší stavbou je bezesporu Chakri Maha Prasad (česky Trůnní sál Chakri), kterou slavnostně otevřel Rama V. roku 1882. Součástí paláce je i chrám Wat Phra Kaeo, kde se nachází smaragdová soška Buddhy.

#### Wat Phra Kaew
Chrám smaragdového Buddhy je považován za nejposvátnější buddhistický chrám v Thajsku. Je to silný nábožensko-politický symbol thajské společnosti. Nachází se v historickém centru města v areálu Královského paláce, na jehož horní terase byl postaven roku 1784. Branou byl přímo spojen s královskou residencí. V jeho hlavní budově je vysoko na zlatém oltáři uložen nejposvátnější předmět Thajska - soška Buddhy. Není však vytesána ze smaragdu, ale ze zeleného jadeitu a je vysoká 66 cm. První zpráva o ní pochází již z roku 1434. Interiér chrámu kromě ní vyplňují další sochy i nástěnné malby s motivy z Buddhova života. Dveře zdobí scény z eposu Rámájana, doplněné perleťovými ornamenty. V sousedství hlavní svatyně se nachází soukromá kaple pro panovníka. Součástí palácového komplexu je také muzeum, kde jsou k vidění všechny kostýmy, do nichž bývá socha smaragdového Buddhy oblékána. Vstupné do chrámu je společné se vstupem do Královského paláce.

#### Wat Arun

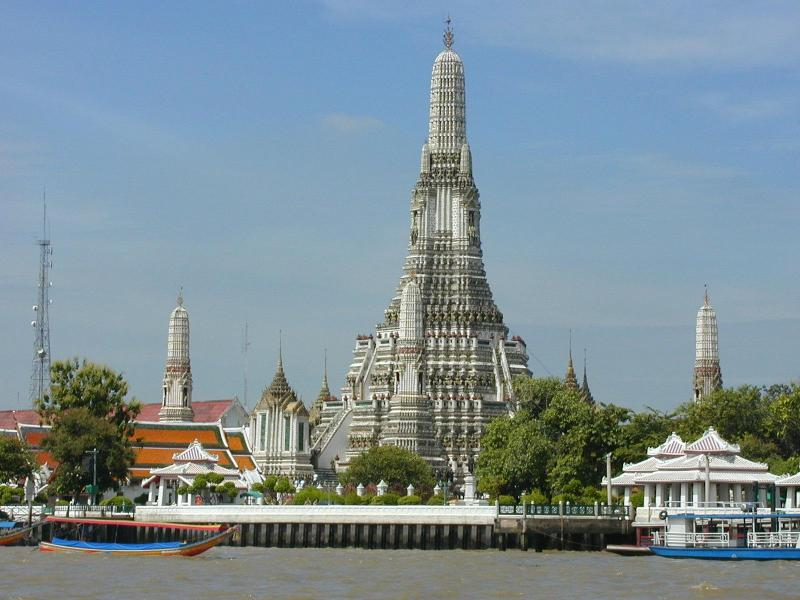
WatArun

Tomuto buddhistickému chrámu se říká Chrám úsvitu a patří mezi nejznámější památky Thajska. Jeho historie sahá minimálně do 17. století, ale do dnešní podoby byl uveden až na začátku 19. století. Je umístěn na západním břehu řeky Čao Praja ve čtvrti Yai. Do roku 1785 zde byla umístěna zmiňovaná soška smaragdového Buddhy do doby, než byla přemístěna do chrámu Wat Phra Kaew. Dominantou chrámu je pak 82 metrů vysoká věž, ze které je krásný výhled na celou čtvrť. Chrám je otevřen pro veřejnost denně od 8:30 do 17:30. Vstupné je 50 THB pro cizince. Pro Thajce je vstup zdarma.

#### Wat Benchamabopit
Jedná se o nejmladší chrám v Bangkoku. Byl postaven z italského mramoru roku 1899 na příkaz krále Chulalongkorna (Ramy V.), který je zde i pochován. Mramorový chrám, jak se mu také říká, se nachází ve čtvrti Dusit. Na nádvoří je pak k vidění 53 Buddhových soch z celé Asie. Otevřeno je denně od 6:00 do 18:00 a vstupné činí 20 THB (březen 2013).

#### Wat Pho
Tento velký a rozsáhlý chrám sousedí s Královským palácem. Byl založen v 16. století a tím se stává nejstarším chrámem v Thajsku. Největší atrakcí je zajisté obrovská 46 metrů dlouhá a 15 metrů vysoká socha ležícího Buddhy, znázorňující umírajícího Buddhu v pozici, kdy dosáhl nirvány. Chrám je také považován za první centrum veřejného vzdělávání a je někdy nazýván první thajskou univerzitou. Otevírací doba je od 8:30 do 18:00 a vstupné je 300 THB (leden 2024).

### Muzea a památníky

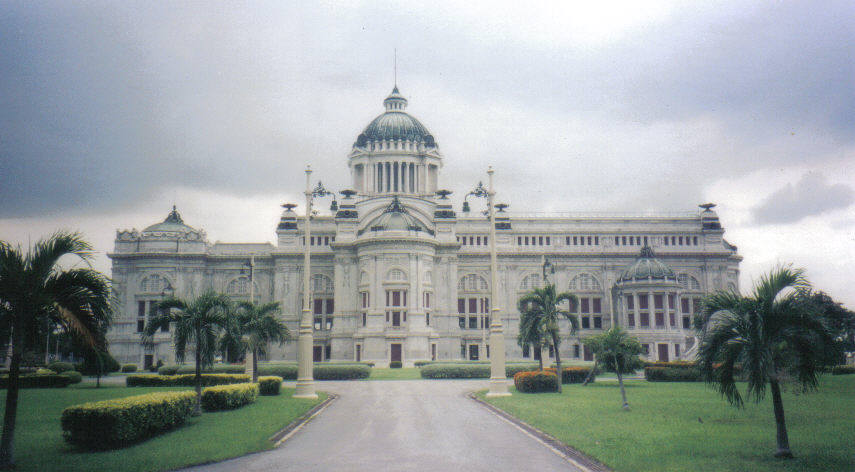
Ananta Samakhom

#### Národní muzeum v Bangkoku
Nachází se v bývalém paláci thajského vicekrále, mezi univerzitou Thammasat a Národním divadlem, poblíž parku Sanam Luang a bylo založeno a otevřeno v roce 1874 králem Rámou V. Dnes jsou v galeriích exponáty, které pokrývají thajskou historii zpět až do prehistorie. Sbírka je věnována králi Rámovi Khamhaengovi a byla roku 2003 zapsána do programu Paměť světa UNESCO jako uznání jejího významu.

#### Palác Ananta Samakhom
Palác byl postaven v italském renesančním a neoklasicistním stylu. Stavět se začalo v roce 1907 a stavba byla dokončena roku 1915. Kopule paláce je kopií Dómu Sv. Petra v Římě. Vstupné činí 50 THB.

#### Muzeum věd a planetárium
Pro fanoušky astronomie a biologie, se zde nachází ráj na zemi. K muzeu se snadno dostanete ze stanice BTS Ekkamai. Vstupné pak činí 30 THB.

#### Památník demokracie
Byl vystaven roku 1940 ve stylu art deco, na počest státního převratu v roce 1932. Památník je vysoký 24 m a nachází se nedaleko od Khao San Road.

#### Památník vítězství
Tento památník byl slavnostně otevřen roku 1940, k uctění hrdinských činů a padlých při konfliktu mezi Thajskem a Francií na hranici mezi Thajskem a Indočínou roku 1939. Tyčí se do výšky 50 metrů. Krásný pohled na něj je z nadzemní rychlodráhy BTS, která ho obkružuje.

### Nakupování
Hlavní atrakce v Bangkoku je nakupování. Tomu nahrávají velmi nízké ceny zboží a je zvykem o konečné ceně smlouvat. V posledních letech se zvýšil počet supermarketů, kterých je zde ke stovce.

#### Čínské město

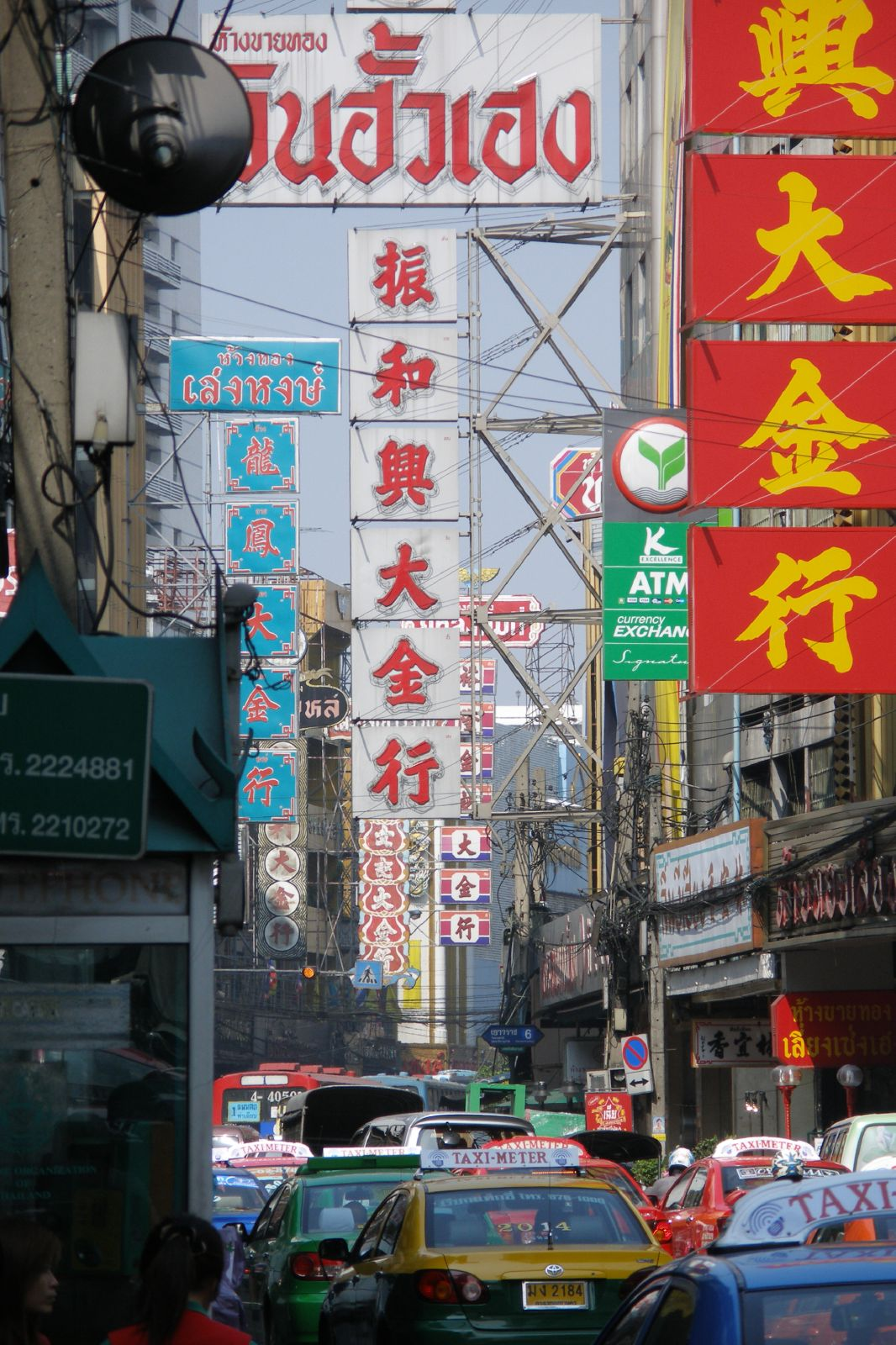
Čínská čtvrť - ulice Yaowarat

Čínská čtvrť se nachází v jedné z nejstarších oblastí Bangkoku. Do oblasti byli Číňané přemístěni v 18. století na příkaz krále Ramy I. Do konce roku 1891 nechal král Rama V. postavit mnoho silnic, včetně Yaowarat Road. Další známé ulice jsou například Charoen Krung Road nebo Mungkorn Road. Existuje zde mnoho obchodů, kde je k mání zlato, oděvy, elektronika, místní pochoutky a mnoho dalšího. Ceny pozemků kolem ulice Yaowarat jsou jedny z nejdražších v Bangkoku, kvůli nedostatku místa pro další stavbu. Pro turisty je čtvrť atraktivním místem především v období některého z čínských svátků.

#### Patpong
Ačkoliv je prostituce v Thajsku nelegální, ve čtvrti Patpong tento zákon neplatí. Pokud si představujete Thajsko jako sexuální ráj, tak je to právě kvůli tomuto místu. Nejznámější ulice se jmenují Soi Cowboy a Nana Plaza, na kterých nalezneme několik slavných go-go barů. Historie této proslulé čtvrti se začala psát roku 1946, kdy se zde nahromadilo několik hospůdek v těsném sousedství. Za války ve Vietnamu se Patpong stal útočištěm amerických vojáků, kteří zde hledali zábavu a relaxaci. Přes den se zde konají veliké trhy, ale musíte počítat s vyšší cenou, než v okolí. A pokud se rozhodnete využít z některých erotických služeb, pamatujte vždy na rizika spojená s pohlavními nemocemi.

#### Tržiště
V Bangkoku nalezneme nespočet tržišť, kde se dají koupit čerstvé potraviny. Ty největší jsou zachycené na mapách. Snad nejlepší tržiště se nachází u hotelu Shangri-La a jmenuje se Bang Rak Market.

### Zajímavosti

#### Baiyoke Tower II.

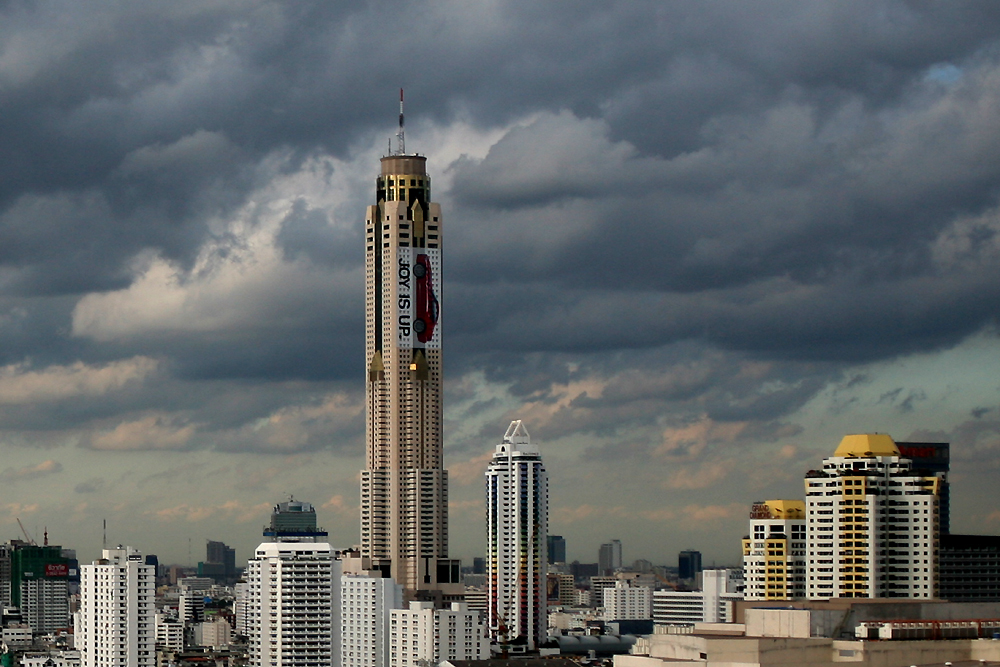
Baiyok Tower II

Tento mrakodrap má 85 podlaží a do výšky měří 304 m. Nalezneme ho v ulici 222 Ratchaprarop Road ve čtvrti Ratchathewi. Je to nejvyšší budova ve městě a zároveň nejvyšší hotel v jihovýchodní Asii. Název je odvozen od jména stavitele, jímž byl Panlert Baiyoke. Projekt vypracovala firma Plan Architects Company. Stavba začala v roce 1990 a rozpočet činil 3,8 miliard THB. Byla dokončena roku 1997 a s přidáním antény o dva roky později se výška budovy zvýšila na 328 metrů.
Na 77. patře se nachází veřejná hvězdárna, na 83. patře střešní bar nazvaný "Roof Top Bar & Music Lounge" a v 84. podlaží najdeme krásnou otočnou vyhlídku s rozsahem 360°, nazývanou Nebeská cesta. Samotný Baioke Sky Hotel, zaujímající 22. - 74. patro, nabízí 673 pokojů v dostupné cenové kategorii.
Vstupné do hvězdárny a na vyhlídku činí 300 THB.  Vstupné je zdarma pro návštěvníky ubytované v hotelu.

#### Nejdelší ulice na světě
Jmenuje se Sukhumvit Road a patří mezi nejmodernější oblasti v Bangkoku. Délka ulice je úctyhodných 400 km a táhne se podél východního pobřeží Thajska. Prochází přímořským letoviskem Pattayou a končí v provincii Trat u hranic s Kambodžou. Charakteristickým poznávacím znamením je dnes jedna z linií nadzemní rychlodráhy BTS.

#### Hotel Oriental
Historie tohoto luxusního hotelu sahá až do roku 1876. Bohužel se nám dnes zachovala jen nepatrná část z původního hotelu. Hotel získal několikrát po sobě titul nejlepšího hotelu světa. Jeho součástí jsou i jedny z nejlepších lázní na světě. Této kategorii samozřejmě odpovídají i restaurace a bary. Ceny začínají na 8 000 Kč za noc a cena prezidentského apartmá, které zabírá jedno celé patro, činí pak 90 000 Kč za jedno vyspání. Mezi pravidelné návštěvníky patří například Tom Cruise.

## Slavní rodáci
- Chulalongkorn (1853–1910), šestý král Siamu od roku 1868 až do své smrti
- Sirikit (* 1932), thajská královna matka
- Mahá Vatčirálongkón (* 1952), od roku 2016 úřadující thajský král
- Tammy Duckworthová (* 1968), americká válečná veteránka a politička, od roku 2017 úřadující senátorka Senátu USA za stát Idaho

## Partnerská města
- Ankara, Turecko (2012)
- Astana, Kazachstán (2004)
- Brisbane, Austrálie (1997)
- Budapešť, Maďarsko (1997)
- Čchao-čou, Čína (2005)
- Čchung-čching, Čína (2011)
- Fukuoka, Japonsko (2006)
- George Town, Malajsie (2012)
- Hanoj, Vietnam (2004)
- Jakarta, Indonésie (2002)
- Kanton, Čína (2009)
- Lausanne, Švýcarsko (2009)
- Manila, Filipíny (1997)
- Moskva, Rusko (1997)
- Peking, Čína (1993)
- Petrohrad, Rusko (1997)
- Phnom Penh, Kambodža (2013)
- Prefektura Aiči, Japonsko (2012)
- Pusan, Jižní Korea (2011)
- Soul, Jižní Korea (2006)
- Tchien-ťin, Čína (2012)
- Vientiane, Laos (2004)
- Washington D.C., USA (1962)